# Francisco Perruzzi
Francisco Perruzzi (Mendoza, 9 febbraio 2001) è un calciatore argentino, centrocampista del San Lorenzo.

## Biografia
È fratello maggiore di Ignacio Perruzzi, a sua volta calciatore professionista.
Gioca come centrocampista difensivo.

## Carriera
Perruzzi è cresciuto nel settore giovanile del San Lorenzo, ed ha firmato il suo primo contratto professionistico nel febbraio del 2022. Ha debuttato in prima squadra il 19 aprile nell'incontro di Copa de la Liga Profesional vinto 2-1 contro l'Unión (SF).
Nel 2024 è stato ceduto in prestito al Panserraïkos, club della prima divisione greca; nel gennaio del 2025, dopo complessive 10 presenze, ha fatto ritorno al San Lorenzo.

## Statistiche

### Presenze e reti nei club
Statistiche aggiornate al 3 maggio 2025.
| Stagione           | Squadra            | Campionato         | Campionato | Campionato | Coppe nazionali | Coppe nazionali | Coppe nazionali | Coppe continentali | Coppe continentali | Coppe continentali | Altre coppe | Altre coppe | Altre coppe | Totale | Totale | Totale |
| Stagione           | Squadra            | Comp               | Pres       | Reti       | Comp            | Pres            | Reti            | Comp               | Pres               | Reti               | Comp        | Pres        | Reti        | Pres   | Reti   |        |
| ------------------ | ------------------ | ------------------ | ---------- | ---------- | --------------- | --------------- | --------------- | ------------------ | ------------------ | ------------------ | ----------- | ----------- | ----------- | ------ | ------ | ------ |
| 2022               | San Lorenzo        | PD                 | 7          | 0          | CA+CdL          | 0+2             | 0               | -                  | -                  | -                  | -           | -           | -           | 9      | 0      |        |
| 2023               | San Lorenzo        | PD                 | 10         | 0          | CA+CdL          | 0+3             | 0               | CS                 | 4                  | 0                  | -           | -           | -           | 17     | 0      |        |
| gen.-lug. 2024     | San Lorenzo        | PD                 | 5          | 0          | CA+CdL          | 1+7             | 0               | CL                 | 5                  | 0                  | -           | -           | -           | 18     | 0      |        |
| 2024-gen. 2025     | Panserraïkos       | SL                 | 10         | 0          | KE              | 2               | 0               | -                  | -                  | -                  | -           | -           | -           | 12     | 0      |        |
| 2025               | San Lorenzo        | PD                 | 0          | 0          | CA              | 0               | 0               | -                  | -                  | -                  | -           | -           | -           | 0      | 0      |        |
| Totale San Lorenzo | Totale San Lorenzo | Totale San Lorenzo | 22         | 0          |                 | 13              | 0               |                    | 9                  | 0                  |             | -           | -           | 44     | 0      |        |
| Totale carriera    | Totale carriera    | Totale carriera    | 32         | 0          |                 | 15              | 0               |                    | 9                  | 0                  |             | -           | -           | 56     | 0      |        |